# 무스타파 하지
무스타파 하지(아랍어: مصطفى حاجي, Mustapha Hadji , 1971년 11월 16일, 이프란 ~ )은 은퇴한 모로코의 축구 선수이다.

## 유년 시절
그는 모로코의 이프란에서 태어났으며, 그의 가족들과 함께 프랑스로 이민갔다.

## 클럽 경력
무스타파 하지는 프랑스에서 축구를 시작했다. 그는 처음 1년을 AS 낭시의 유소년 팀에서 뛰면서 계약을 했고, 다음해부터는 1군 무대에 오를 수 있었다.
낭시에서 5년간 뛴 후, 하지는 포르투갈의 스포르팅 CP와 스페인의 데포르티보 라코루냐에서 뛰었지만 특히 영국에서 그가 알려지게 된 때는 코번트리 시티 FC에서 뛸 때였다. 노르웨이와의 조별 예선 경기에서 기억에 남을만한 골을 넣는 등 인상적인 활약을 보여준 1998년 FIFA 월드컵 이후 같은 해에 아프리카 올해의 축구 선수를 수상하면서 그를 원하는 팀들이 많아졌다. 하지는 고든 스트라컨이 감독으로 있었던 코번트리 시티 FC로 이적하였다.
하지는 경이적인 속도와 숙련된 주법을 겸비한 골넣는 공격형 미드필더였다. 코번트리에서 대표팀 동료였던 유세프 시부와 함께 뛰면서 경기 중에 그들에게 경의를 표하기 위해 팬들이 뻬즈를 쓰는 유행의 발단이 되기도 하였다. 코번트리가 강등되면서 그는 그 전의 시즌에서 세 번 붙으면서 골을 넣었던 지역 라이벌 아스톤 빌라 FC로 이적하였다. 그러나 산발적으로 경기를 뛰면서 리그에서 사우샘프턴 FC와 에버튼 FC를 상대로 각각 한 골, 그리고 UEFA 컵에서 NK 발라즈딘을 상대로 한 골을 기록하였다. 2004년 그는 자유계약으로 스페인의 RCD 에스파뇰로 이적하였고 그 해 6월까지 있었다.
그리고 하지는 아랍에미리트의 알아인 FC와 계약하면서 1년간 뛴 후, 다시 유럽으로 돌아와 2005년 독일의 1. FC 자르브뤼켄에서 2년간 뛰었다. 마지막으로 그는 룩셈부르크의 CS 폴라 에스크로 이적하여 3년간 뛴 후 2010년 공식적으로 은퇴를 선언했다.

## 국가대표 경력
1994년 FIFA 월드컵에서 하지는 모로코를 대표하여 조별 경기 예선을 뛰었다. 2경기는 교체로 나왔고 마지막 경기였던 네덜란드전에서 교체로 나와 그의 첫 볼 터치로 하산 나데르의 동점골을 만들어냈다. 이러한 활약에도 불구하고 모로코는 3경기 모두를 지면서 탈락하고 말았다. 2-2로 비긴 노르웨이와의 1998년 FIFA 월드컵 조별 예선 경기에서는 동점골을 넣었다.
그는 13번의 FIFA 월드컵 예선 경기에 출전하였다.

## 다른 일들
최근에 있었던 2010년 FIFA 월드컵에서 그는 FIFA가 아프리카를 대표하기 위한 대사에 포함되었다. 또한 하지는 지역 사람들에게 기회를 주어 빈곤을 퇴치하는 것을 목표로 하는 모로코에 대한 투자 교류도 수반하고 있다.
무스타파 하지는 자선 단체 Show Racism the Red Card의 지지자이기도 하다.

## 개인
그의 동생인 유수프 하지 역시 모로코 축구 국가대표팀이며, AS 낭시에서 뛰고 있다. 또다른 형제인 브라힘 하지는 독일의 SV 클라렌탈 1911에서 뛰고 있다. 그리고 그의 아들인 사미르 하지는 프랑스 샹피오나 나시오날의 RC 스트라스부르에서 뛰고 있다.